# 翻訳
| - 翻訳者はなにを守るべきか。忠実さか、わかりやすさか。 - 翻訳の品質には客観的尺度があるか。 |

翻訳（ほんやく、英: translation）は、ある形で表現された対象を、異なる形で改めて表現する行為である。
特に、自然言語において、起点言語（source language、原言語）による文章を、別の目標言語（target language、目的言語）による文章に変換する行為をさす。例えば、英語文から日本語文へ翻訳された場合は、起点言語が英語であり、目標言語が日本語である。起点言語による文を原文といい、目標言語による文を訳文・翻訳文と言う。一方で、プログラミング用語としては形式言語の変換という意味でも用いられる。なお、文ではなく発話を翻訳する行為は、通訳とも呼ばれる。
翻訳という行為自体を研究する学問として、翻訳学（翻訳研究、英語: translation studies）がある。

## 直訳と意訳

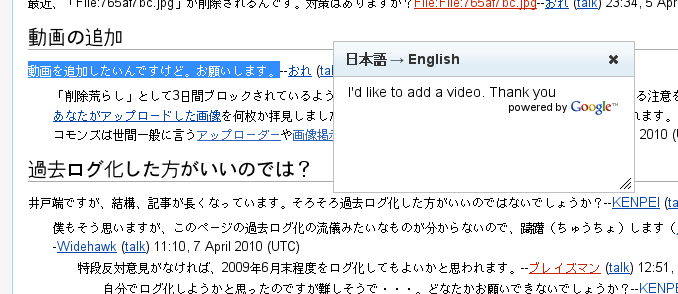
日本語の文を英語に翻訳した例

翻訳の方法としては、起点言語に忠実な順に、逐語訳、直訳、意訳に分類され、さらに自由訳を含めた4つの方法がある。もっとも起点言語に近い訳は逐語訳で、その名の通り1語ずつ起点言語を目標言語に置き換えるやり方である。起点言語に忠実な訳文ができあがるものの、目標言語からみれば不自然な文章となり、また文法構造が大きく異なる場合はこの方法は不可能である。直訳は語順を重視しつつ2語以上の文章も目標言語に置き換えるもので、逐語訳ほどではないが不自然な訳文となりがちな反面、原文の持つ表現を重視する場合には多用される。文章の内容を重視した訳は意訳と呼ばれ、原文の表現は損なわれがちな一方、目標言語としては自然な訳文となるため読みやすい文となる。自由訳は起点言語の語順や文体を重視しないもの、目標言語の語順や文体を重視しないもの、どちらの訳についても使用される表現である。
このように翻訳方法が別れるのは、両言語から直訳しようと対応する語・句を選定するとき、単語は言語間で1対1に対応するとは限らない点が原因である。例えば、起点言語で1語で表される概念が目標言語では複数の語（複数の概念）にまたがっていたり、逆に起点言語では複数語であり目標言語では1語となる場合がある。例として、虹の色の数は、日本では7色とされているが、他の地域や文化によっては7色とは限らない。また、日本語で「青」と呼ばれるものに緑色の植物や緑色の信号灯が含まれるのも、この例である。

### 機械翻訳と自動翻訳
機械翻訳は、実用的な汎用コンピュータ開発が始まった1960年前後から研究を続けてきた分野であるが、近年は一般の利用が可能になったこともあり、機械翻訳に対して人による翻訳を「人力翻訳」や「人手翻訳」と呼ぶ場合もある。
グーグルやDeepLなど各社が機械翻訳（自動翻訳）を提供しているが、その精度は言語のペアによってまちまちである。日本語と英語のように文法が大きく異なる言語間では難易度が高くなる。機械翻訳の精度は高まりつつあるが、完全な自動翻訳は難しく、似通った言語間においても利用者による修正は、ある程度は必要となっている。機械翻訳の修正の方法としては、予め翻訳元言語を翻訳しやすい語彙に変換しておく方法と、出力された訳文を翻訳者が適切に修正する方法が存在する。

## 歴史

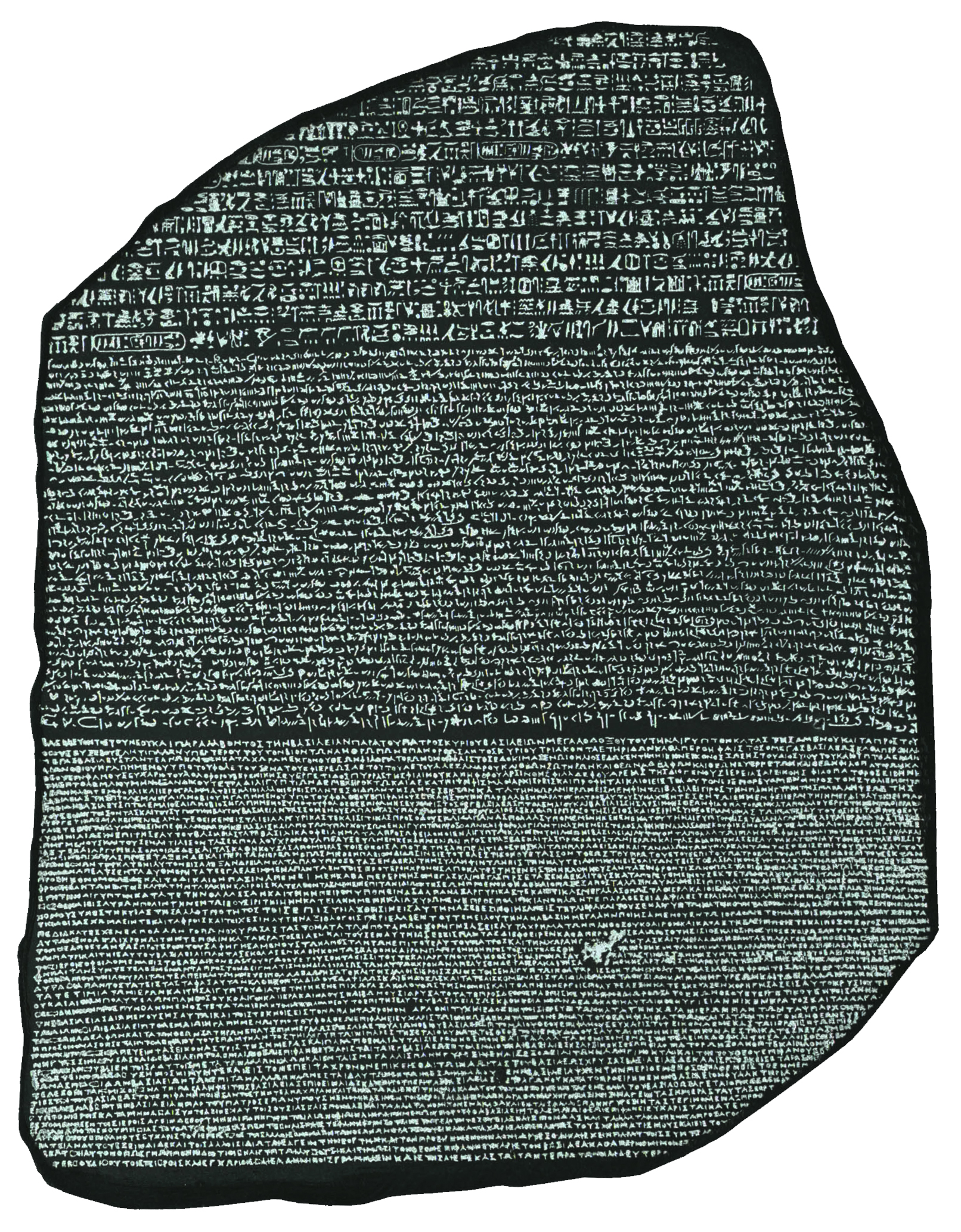
ロゼッタ・ストーンは紀元前196年の製作

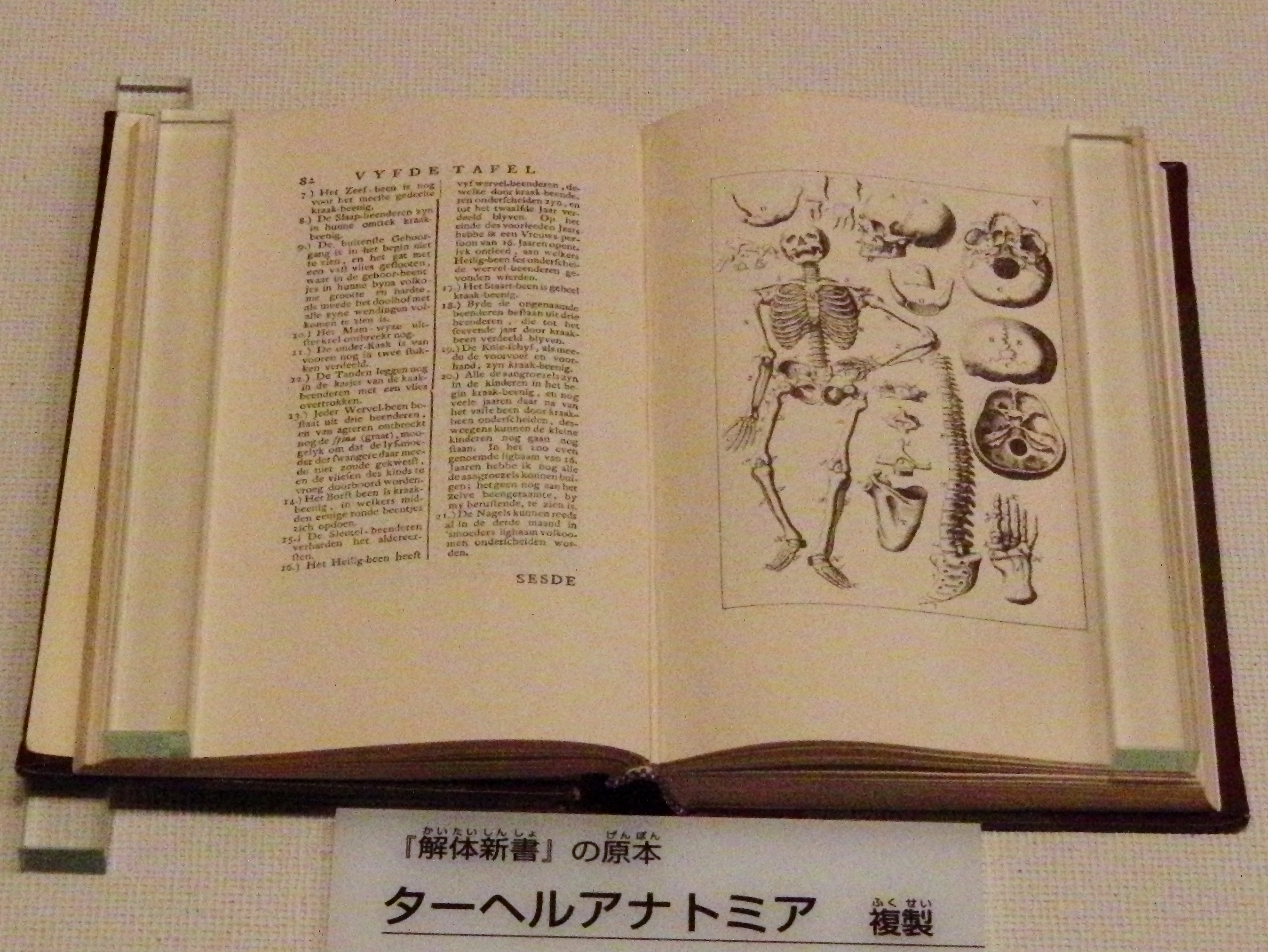
『ターヘル・アナトミア』はドイツ語原本からオランダ語訳した例

翻訳はある言語圏から別の言語圏へと知識を移転することを意味する。重要な知識が翻訳を介してある文化圏から別の文化圏へと伝達され、移入先の文化レベルを上昇させる例は歴史上、何度も見られ、以下に例を示す。
古代ギリシア語の翻訳は、文化に大きな影響を与えた例に挙げられる。古代ギリシアで花開いた文化はローマ帝国へと継承され、ローマの上流階級のほとんどはギリシア語も解したためその知識はそのまま継承されたが、西ローマ帝国の衰退と命運を共にして、ギリシア語使用者がラテン語圏で減ったため、西ヨーロッパにおけるギリシアの知識の多くは中世初頭までに失われた。
ただし、その文献はローマの継承国家でありギリシア語圏である東ローマ帝国において保持され、ギリシア語の文献として残った。また、5世紀から6世紀にかけてはネストリウス派によってこうしたギリシャ語文献をシリア語に訳した。複数の文献は8世紀以降アッバース朝統治下においてアラビア語に訳す翻訳事業の成果であり、医学のヒポクラテスやガレノス、哲学のアリストテレスの知識がイスラム世界にもたらされ、イスラム科学の隆盛をもたらした。さらにこれらのアラビア語文献は、12世紀に入るとシチリア王国の首都パレルモやカスティーリャ王国のトレドといった、イスラム文化圏と接するキリスト教都市においてラテン語へと翻訳されるようになる。これは古いギリシア科学だけでなく、フワーリズミーやイブン・スィーナーといったイスラムの大学者の文献も含まれており、「大翻訳時代」とも呼ばれるこの翻訳活動を通じて、一度は失われていた古代世界の知識が西ヨーロッパに再び流入し、12世紀ルネサンスを引き起こすこととなった。また15世紀に入るとアラビア語だけでなく東ローマなどから入手したギリシア語の文献の直接翻訳も行われ、マルシリオ・フィチーノによってプラトンのラテン語への全訳がなされて、ルネサンスを大きく進展させることとなった。
言語自体に影響を与えた例として、マルティン・ルターによる聖書のドイツ語訳が挙げられる。それまでもドイツ語訳聖書は存在したものの、ルターは日常言語を元にした理解しやすい表現を心がけ、出版されたルター聖書はドイツ人に広く読まれ、ルター聖書の文章はドイツ語そのものにも大きな影響を与えた。
日本でも翻訳は重要な役割を果たした。日本は古代以降、隣接する大国の中国の文献を翻訳して摂取し文明レベルを向上させてきた。1774年の『解体新書』の翻訳出版を一つのきっかけとして、18世紀後半以降、盛んにヨーロッパの科学文献が翻訳されるようになった。この翻訳はヨーロッパ諸国のうちで唯一、日本との通商関係のあったオランダ語からおこなわれており、そのためこうした翻訳者、さらに転じて西洋科学を身につけた学者たちは蘭学（オランダ学、らんがく）者と呼ばれるようになった。この動きは江戸幕府が崩壊し明治維新が起きるとより加速され、オランダ語のみならず英語、フランス語、ドイツ語など西洋の諸言語から膨大な翻訳が行われるようになった。この翻訳においてはさまざまな訳語が漢語の形で考案され、いわゆる和製漢語として盛んに流通するようになった。この新漢語は西洋由来の新概念を表すのに好都合であったため、1895年の日清戦争後に中国への逆輸入が始まり、1919年頃をピークとして、第二次世界大戦終了までは徐々に数量を減じながらも大量の新漢語が中国語へと流入した。

## 重訳
重訳とは、たとえるならA言語→X言語→B言語と、いったん他の言語に翻訳された版を参照し、さらに他の言語へ重ねて翻訳する方法である。何らかの事情により、起点言語であるA言語から直接、目標言語であるB言語へ訳すことが困難な場合に行われる。N対Nの複数言語間の変換をおこなう場合、いったん軸（ピボット）となる言語に変換し、またそこから多言語へ変換する、いわゆるピボット翻訳を行うことが多い。ピボット言語には通常は英語が用いられる。
宗教書を例にとると、仏典の場合はサンスクリット・パーリ語の版から漢訳し、さらに日本語へ重訳されている。

## 分野
グローバリゼーションの進展により多言語間の交流が増大し、それにともなって交わされる文書なども増大しているため、翻訳の重要性は高まっている。翻訳はその専門分野によって、文学翻訳、産業翻訳、法務翻訳、特許翻訳、医学翻訳、行政翻訳などに分かれる。翻訳文学が一つのジャンルとして確立しているように、日本では文学翻訳は社会的に高い評価を得ているものの、それは必ずしも経済的な成功を伴ってはいない。日本国内における2009年度の翻訳売上のうち出版はわずか1%にすぎず、技術やコンピュータ、ビジネス文書といった産業翻訳が約69%、特許翻訳が15%を占め主流となっている。

## 社会貢献
職業としての翻訳家であるか否かを問わず、高度な語学力を有する者は、地方公共団体、特定非営利活動法人、ジャーナリストなどに対して翻訳ボランティア活動を行うことが可能である。
たとえば、名古屋市における名古屋国際センターは、在日外国人の支援活動の一環として翻訳・通訳ボランティアを募集している。
また、東日本大震災の発生時に東京外国語大学の有志の学生たちにより「地震発生時緊急マニュアル」が作成され、40ヵ国以上の言語に翻訳された。